# Praomys obscurus
Praomys obscurus és una espècie de mamífer rosegador de la família dels múrids. És endèmic dels vessants nigerians de les muntanyes Gotel, on viu a altituds d'entre 1.600 i 2.400 msnm. Els seus hàbitats naturals són els herbassars amb falgueres, els boscos montans, les ribes dels rierols dins els boscos, els boscos de galeria i els boscos inundats estacionalment. Està amenaçat per l'expansió dels camps de conreu i la tala d'arbres. El seu nom específic, obscurus, significa ‘fosc’ en llatí.